# Settele (Unternehmen)
Die Settele GmbH & Co. KG ist ein deutscher Nahrungsmittelhersteller von vorgefertigten, gekühlten Teig- und Fleischwaren mit Sitz in Neu-Ulm. Das schwäbische Familienunternehmen beliefert die meisten deutschen Lebensmittelketten sowie Verbrauchermärkte im In- und Ausland mit schwäbischen Spezialitäten unter dem Markennamen Settele, aber auch als Eigenmarken.

## Geschichte
Das heutige Unternehmen wurde am 1. April 1968 von Erwin Settele senior als Großhandel für schwäbische Spezialitäten in Neu-Ulm gegründet und firmierte zunächst unter dem Namen Schwäbische Spezialitäten. In der ersten Zeit belieferte das Unternehmen im Einmannbetrieb verschiedene Fleischereien, Kantinen, Hotels und Gaststätten mit Maultaschen, Mayonnaise und verschiedenen Feinkostsalaten. Innerhalb kurzer Zeit wurden die Kunden dann bereits mit drei Frischdienstfahrzeugen betreut. Der Kundenkreis wurde sukzessive auch auf Supermärkte ausgebaut und das Sortiment erweitert.
Im Jahre 1982 entschied sich Settele, die bisher im Großhandel erworbenen Teigwaren in einer ehemaligen Metzgerei in Oberdischingen selbst herzustellen. Anfänglich wurden dort Schupfnudeln und Spätzle täglich frisch hergestellt. Später wurde diese Produktion um Dampfnudeln, Suppeneinlagen, Kässpätzle sowie Krautschupfnudeln erweitert.
1985 wurde im Gewerbegebiet Neu-Ulm/Schwaighofen ein neues Produktionsgebäude mit 1.000 m² Produktionsfläche errichtet; seitdem wurden die Produktions- und Lagerkapazitäten des Unternehmens mehrmals ausgebaut.
1988 übernahm der älteste Sohn, Erwin Settele junior, die Geschäftsführung der neu gegründeten Vertriebsgesellschaft Settele Schwäbische Spezialitäten & Feinkost GmbH. Im Jahr 2008 verstarb der Unternehmensgründer, der bis dahin immer noch im Unternehmen unterstützend tätig war. 2010 wurden zusätzliche 4.500 m² Produktions- und Verpackungsfläche geschaffen.
Die Tagesproduktion von Settele betrug im Jahre 2015 rund 80 Tonnen. Über 50 verschiedene Produkte werden in Deutschland und den angrenzenden Ländern sowie in Spanien und Italien vertrieben. Zu den Kunden gehören unter anderen auch namhafte Handelsketten wie Rewe, Edeka, Aldi, Kaufland, Marktkauf, Tengelmann, Norma, Kaiser’s sowie der Naturkosthersteller Bio-Verde. Settele fertigt seine Waren dabei auch als Eigenmarken wie beispielsweise Landvogt von Aldi. Teilweise wird die Ulmer Frisch-Nudel Spatz Frischteigwaren GmbH als Hersteller angegeben.
Im Jahr 2016 übernahm die 2015 neu gegründete Settele GmbH & Co. KG im Rahmen eines Ausgliederungsvertrags alle operativen Geschäftsbereiche der Settele Schwäbische Spezialitäten & Feinkost GmbH sowie der Erwin Settele e. K.

## Öffentliche Wahrnehmung
Neben der Präsenz der Produkte in den Supermarktregalen und den üblichen Werbemedien finden sich Berichte über Settele in den branchenüblichen Fachpublikationen sowie in der regionalen und überregionalen Tagespresse.

## Auszeichnungen
- Lebensmittel Zeitung, Marktforschungsinstitut GfK: Top Marke 2014 in der Kategorie Teigwaren gekühlt[13][14]
- DLG, DLG Medaillen für Settele Schwäbische Spezialitäten & Feinkost GmbH[15][16]
- Settele wurde als Ökoprofit-Betrieb 2006/07 vom Landkreis Neu-Ulm zertifiziert.[17]